# Pseudonapomyza dilatata
Pseudonapomyza dilatata är en tvåvingeart som beskrevs av Mitsuhiro Sasakawa 1963. Pseudonapomyza dilatata ingår i släktet Pseudonapomyza och familjen minerarflugor.
Artens utbredningsområde är Amerikanska Samoa. Inga underarter finns listade i Catalogue of Life.